# Trikala (stad)
Trikala (gr. Τρίκαλα) är en stad i nordvästra Thessalien Thessalien i Grekland, och huvudstad i Trikala regionala enheten (perifereiakí enótita). Staden grenslar den Lithaios floden, som är en biflod till Peneus. Enligt statens statistikväsen är befolkad av  81 355 invånare (2011), medan totalt i Trikala regionala enheten är befolkad av 131 085 invånare (2011).